# Iuput I
Iuput I (fl. IX secolo a.C.) è stato un coreggente della XXIII dinastia egizia.

## Biografia
Figlio di Petubastis I, venne nominato coreggente durante il 15º anno di regno del padre; tuttavia, non giunse mai a regnare da solo in quanto gli premorì.

Il suo nome compare in due rilevazioni del nilometro di Karnak. Il fatto che tale nome sia inserito nel cartiglio implicherebbe che abbia comunque avuto i titoli regali pur non avendo di fatto mai regnato.
|                   |              |    |     |   |
| \| \| \| \| \| \| |              |    |     |   |
|                   |              |    |     |   |
| i                 | mn · n · N36 | E9 | U33 | i |

| i | mn · n · N36 | E9 | U33 | i |

|                   |              |    |     |   |
| \| \| \| \| \| \| |              |    |     |   |
|                   |              |    |     |   |
| i                 | mn · n · N36 | E9 | U33 | i |

| i | mn · n · N36 | E9 | U33 | i |

ipwt (mr) i mn - Iuput-meriamon (Iuput amato da Amon)
Secondo l'egittologo Kenneth Kitchen si tratterebbe invece di un governatore della regione tebana.

## Datazioni alternative
| Autore        | Anni di regno                |
| ------------- | ---------------------------- |
| von Beckerath | 830 a.C. - 816 a.C./800 a.C. |
| Dodson        | 815 a.C. - 813 a.C.          |
| Aston         | 812 a.C./807 a.C. - ?        |